# آدم دوفي
آدم دوفي (بالإنجليزية: Adam Duffy)‏ هو لاعب سنوكر بريطاني، ولد في 30 مارس 1989 في شفيلد في المملكة المتحدة.

## روابط خارجية
- آدم دوفي على موقع CueTracker.net (الإنجليزية)
- آدم دوفي على موقع بطولة العالم للسنوكر (الإنجليزية)